# Aszkorbil-palmitát
Az aszkorbil-palmitát (E304) az aszkorbinsav és a palmitinsav észtere. A C-vitamin egyik zsírban oldódó változata. Az élelmiszeriparban a C-vitamin forrásaként és antioxidánsként alkalmazzák. Meggátolja az E160-as (alfa-karotin, béta-karotin, gamma-karotin, annatto, kapszantin, béta-apo-8′-karotenal, béta-apo-8′-karoténsav-etil észter) és az E161-es (flavoxantin, lutein, kriptoxantin, rubixantin, violaxantin, rhodoxantin, kantaxantin) élelmiszer-szinezékek oxidációját. 
Számtalan, zsírt tartalmazó élelmiszerben előfordulhat. Napi maximum megengedett beviteli mennyiség 1,25 mg/testsúlykg. Ilyen mennyiségben nincs ismert mellékhatása.